# A56 (Groot-Brittannië)
De A56 is een 82,2 km lange hoofdverkeersweg in Engeland.
De weg verbindt Chester via Runcorn, Manchester en Whitefield met Bury.

## Hoofdbestemmingen
- Runcorn
- Warrington
- Manchester
- Bury
- Accrington